# ريد بل زالتسبورغ
نادي ريد بل زالتسبورغ لكرة القدم (بالألمانية: Fußball-Club Red Bull Salzburg) نادي كرة قدم نمساوي يلعب في الدوري النمساوي الدرجة الأولى. تم تأسيس النادي في سنة 1933 باسم «أوستريا زالتسبورغ» ولكن عام 2005 اشترت شركة ريد بل العالمية النادي ليُغيّر اسمه إلى «ريد بل زالتسبورغ». لكنه يلعب تحت اسم «إف سي زالتسبورغ» في المسابقات الأوروبية.

## الإنجازات
- الدوري النمساوي (17): 1994, 1995, 1997, 2007, 2009, 2010, 2012, 2014, 2015, 2016, 2017, 2018, 2019, 2020, 2021, 2022, 2023
- كأس النمسا (9): 2012, 2014, 2015, 2016, 2017, 2019, 2020, 2021, 2022
- دوري شباب أوروبا (1): 2017
- دوري أبطال أوروبا: دور الـ16 2022
- الدوري الأوروبي (1): نصف النهائي 2018

## وصلات خارجية
- الموقع الرسمي (بالألمانية)

(بالإنجليزية)
- Red Bull Salzburg at Wikimedia Commons
- مدونة المشجعين (بالألمانية)